# Deerfield (Nou Hampshire)
Deerfield és una població dels Estats Units a l'estat de Nou Hampshire. Segons el cens del 2007 tenia 4.181 habitants.

## Demografia
Segons el cens del 2000, Deerfield tenia 3.678 habitants, 1.225 habitatges, i 986 famílies. La densitat de població era de 27,9 habitants per km².
Dels 1.225 habitatges en un 43,3% hi vivien nens de menys de 18 anys, en un 71% hi vivien parelles casades, en un 5,3% dones solteres, i en un 19,5% no eren unitats familiars. En el 12,9% dels habitatges hi vivien persones soles el 3,8% de les quals corresponia a persones de 65 anys o més que vivien soles. El nombre mitjà de persones vivint en cada habitatge era de 2,98 i el nombre mitjà de persones que vivien en cada família era de 3,27.
Per edats la població es repartia de la següent manera: un 30% tenia menys de 18 anys, un 5,2% entre 18 i 24, un 33% entre 25 i 44, un 24,9% de 45 a 60 i un 6,9% 65 anys o més.
L'edat mediana era de 36 anys. Per cada 100 dones de 18 o més anys hi havia 97,1 homes.
La renda mediana per habitatge era de 61.367$ i la renda mediana per família de 64.737$. Els homes tenien una renda mediana de 40.568$ mentre que les dones 30.682$. La renda per capita de la població era de 24.160$. Entorn de l'1,3% de les famílies i el 3,2% de la població estaven per davall del llindar de pobresa.